# Ribeirão Shopping
O Ribeirão Shopping, estilizado como RibeirãoShopping, é um shopping center brasileiro, localizado no Jardim Califórnia, bairro da Zona Sul do município de Ribeirão Preto, no estado de São Paulo. Conta com 380 lojas, das quais 20 são âncoras e mega lojas e um estacionamento de 4.100 vagas (2.700 delas cobertas). Algumas das suas principais âncoras são Sephora, C&A, Fast Shop, Forever 21, Carrefour, Lojas Renner, Riachuelo, entre outras.

## Histórico
O empreendimento de propriedade da Multiplan, inaugurado em 5 de maio de 1981, inicialmente denominado "Shopping Center de Ribeirão Preto", onde ficava uma fazenda de cana-de-açúcar próximo ao Distrito de Bonfim Paulista, passou por diversas expansões. Atualmente dispõe de 380 lojas, 12 salas de cinema (sendo três salas 3D e uma 3D IMAX) e 4.100 vagas de carros. O shopping também conta com um hotel da rede Ibis e um edifício empresarial de com 28 pisos, o Ribeirão Office Tower.  O então chamado Shopping Center de Ribeirão Preto foi o oitavo shopping do Brasil e sempre se destacou pela inovação: na região inaugurou o primeiro hipermercado, o primeiro complexo de cinemas e o primeiro McDonald's e a primeira loja da rede Outback Steakhouse na cidade. Foi escolhido pelo Banco do Brasil para receber sua primeira agência em shopping center no país.
A Multiplan tem 631 mil m2 em terrenos para projetos futuros, incluindo o terreno de 93,6 mil m2, localizado na cidade de Canoas, estado do Rio Grande do Sul, e adquirido pela Multiplan em agosto de 2013. A maior parte dos terrenos estão integrados aos shopping centers da Multiplan e devem estimular novos projetos a serem anunciados em momento oportuno. O RibeirãoShopping possui a maior fatia dos terrenos, 207 mil m2, praticamente 1/3 do total. O RibeirãoShopping teve o maior crescimento de vendas (+17,4%) no ano de 2013, entre todos os shopping centers da Multiplan, o Shopping Santa Úrsula teve o terceiro maior crescimento (+13,4%).